# 百變小姬子
《百變小姬子》（日语：姫ちゃんのリボン）是水澤惠創作的少女漫畫，在集英社漫畫月刊《Ribon》1990年8月號至1994年1月號連載，單行本版全10冊，文庫本版全6冊。1992年被改編為動畫。香港無線電視翡翠台曾於1996年播放此動畫（首播由1996年8月30日至11月24日）。

## 概要
故事中的背景是一個名為風立市的地方，是以東京都國立市為原型。作品內也有參考國立站和其他市內的環境而設計的場景。而在動畫中登場的風立中央公園，實際上是附近（立川市和昭島市範圍內）的昭和記念公園。在動畫的中登場的公園場景則包括噴水池和兩邊種有銀杏樹的散步徑。　
在作品中登場的風立站站舍，現實中則因為中央本線三鷹至立川段高架化工程而暫時於2006年10月被拆卸。所有站舍組件由國立市政府保管，直至2020年復原。

## 故事簡介
就讀風立第一中學的一年生野野原姬子，想成為和憧憬的支倉學長相配的淑女。
那樣的時候，有著與姬子一模一樣的臉孔的魔法之國的公主艾莉加出現，聽她說的話是為了繼承王室而修行，請讓她觀察一年並且寫下日記而提供能變身成別人的魔法絲帶給姬子。
野丫頭的姬子不小心…把小林大地也捲進了…。

## 登場角色

### 主要角色
野野原姬子（聲：大谷育江；林元春（香港））
風立第一中學就讀，中一時為B組，中二時為C組。外表打扮得像男孩的13歲少女，常被誤會為男孩，精於運動，非常素直但相當衝動的少女。起初愛慕的是支倉學長，而不時和其後表面上常跟大地吵架，但日久生情，漸漸地愛上了他。大地乃魔法之國以外，唯一知道姬子秘密的人。姬子使用魔法絲帶的秘密，多次差點被識破，幸好得大地解圍。最後與小林大地成為戀人。原作的生日是1977年7月30日，動畫的生日則是1980年1月31日。
香港版的變身口號﹕「十足似你，十足似你。」
小林大地（聲：大輝悠；黎偉明（香港））
風立第一中學就讀，中一時為A組，中二時為C組。被稱為問題兒，精於運動的男孩，實際上是一面倒的好人。表面上常跟姬子吵架和作弄她，並取笑她是男孩子，但實際上很關心她，並且日久生情，漸漸地愛上她。姬子使用魔法的秘密，多次差點被識破，幸好得大地解圍。最後與野野原姬子成為戀人。名稱取自游泳選手鈴木大地。原作的生日是1977年8月3日。
動畫版最後，大地因父親的工作關係，全家由風立市搬往，但始終捨不得風立市和姬子，搬屋後依然每天踏單車到風立第一中學，跟同班的姬子一起上學。

### 野野原家和小林家相關
波可太（聲：伊倉一壽；林丹鳳（香港））

野野原愛子（聲：白鳥由里；黃麗芳（香港））
姬子的姊姊。姬子同校支倉前輩的女朋友。
野野原夢子（聲：橫山智佐；鄭麗麗（香港））
姬子的妹妹。原作是姬子帶夢子去公園跟森太郎一起玩耍，動畫版則是姬子變身成夢子，間接地使夢子跟森太郎的關係變得良好。
野野原太郎（聲：佐藤政道）
姬子的父親。是電影導演。
野野原花子（聲：佐佐木優子）
姬子的母親。是小說家。
小林森太郎（聲：高山南）
大地的弟弟，因為跟夢子一起玩耍的關係，與夢子的關係變得良好。

### 風立第一中學校相關
森愛美（聲：遠藤勝代）

上倉一子（聲：高山南）

高田哲夫（聲：真殿光昭）

日比野光（聲：水原琳；沈小蘭、盧素娟（香港））

伊藤（聲：佐藤春日）

江藤（聲：橫山智佐）

聖結花（聲：冬馬由美）

支倉浩一（聲：草彅剛）
棣屬於戲劇部，大姬子二個學年。姬子最初愛上的人，但本人愛的是姬子的姊姊愛子。動畫的生日是1977年10月5日。
五利重夫（聲：池水通洋）

### 魔法之國相關
魔法之國的人的特徵是會使用魔法，壽命長從300歲開始到500歲（有些活到近1000歲），有著和人類樣容一樣的人。只是艾莉加說接近王家的人們才會有「相同的容貌」，離王家很遠的人們的相似度就會很遠，據說成為「好像」～「氣氛相似」左右。
艾莉加（聲：大谷育江；林元春（香港））
魔法之國的公主。為繼承王家而開始修行中的一項「姬子的觀察日記」。對姬子沒有準備的絲帶用法，與平時陪同的掃帚一起膽戰心驚。好像溢出公主氣度，與姬子正好相反地安靜，不過在關鍵時刻和姬子一樣魯莽。
查比（聲：佐藤春日）
為艾莉加服侍的魔法掃帚的女孩子。會飛。
雷（聲：三川雄三）
魔法之國的管家，負責監督艾莉加。
國王（聲：峰惠研）
艾莉加的父親。有嚴厲的氣氛，不過對艾莉加都有慈父的一面。作為女婿在岳父大國王前抬不起頭。
王后（聲：土井美加）
艾莉加的母親。有平靜溫柔和善的氣氛。
大國王（聲：北村弘一）
艾莉加的外祖父。喜歡惡作劇的性格。魔法力比國王強。
森恩·亞雷（聲：子安武人）
魔法之國名門亞雷家的獨生子，和卡蜜爾是表兄弟。
是艾莉加的未婚夫候選，不過不認得所謂孩子時和艾莉加一起玩過。因討厭結婚而逃到人界，在人界自報姓名「有坂靜」轉校為姬子的班級。
烏太郎（聲：黑瀨浩二）
陪同森恩的烏鴉。
蜘蛛助（聲：青野武）
時間旅行的魔法表。
卡蜜爾·藍多（聲：大輝悠）
和大地的樣貌完全一樣的魔法之國少年。
羅貝莉亞（聲：水原琳）
和光的樣貌完全一樣的魔法之國少女。
粉紅（聲：瀨戶智子）
住在魔法之國城堡的雌貓布娃娃。波可太在艾莉加的生日舞會時對她一見鍾情，在那天之內成為情侶。

### 其他角色
支倉惠美（聲：橫山智佐）

谷口（聲：長谷有洋）

西川南度（聲：草彅剛）

星野真由里（聲：小林優子）

鬼瓦權三（聲：澤律夫）

五利重美（聲：天野由梨）

### 動畫版原創角色
分身姬子（聲：大谷育江）

山下初音（聲：井上喜久子）

麥斯（聲：坂本千夏）

荷斯（聲：真城登）

## 魔法

### 魔法物品

#### 原作登場的物品
魔法絲帶
魔法糖果

#### 動畫登場的物品
魔法調色板
魔法日記本
魔法羽毛筆
秘密的心形指揮棒

## 電視動畫

### 製作人員
- 原作 - 水澤惠（日语：水沢めぐみ）
- 企畫 - 片岡義朗（日语：片岡義朗）
- 演出協力 - 高橋良輔
- 監督 - 辻初樹
- 系列構成 - 山田隆司
- 人物設定・總作畫監督 - 渡邊一
- 美術監督 - 小林七郎（日语：小林七郎）
- 攝影監督 - 羽山泰功
- 音樂 - 川井憲次、鈴木豪、PROJECT MOONLIGHT CAFE（日语：PROJECT MOONLIGHT CAFE）
- 録音演出 - 若林和弘
- 製作人 - 清水睦夫（東京電視台）、松下洋子（NAS）、若菜章夫（STUDIO GALLOP）
- 動畫制作 - STUDIO GALLOP
- 製作 - 東京電視台、NAS

### 主題曲

#### 片頭曲
「歡笑的活力」
作詞 - 森浩美 / 作曲 - 馬飼野康二 / 編曲 - 船山基紀 / 歌 - SMAP
片頭影像有從第1回到第31回和從第32回到第61回的兩種類。將其更細分的話前半的片頭影像有第1話和第2話放送版，包含大地跟姬子共乘單車的畫面，在第2話之後此畫面被替換掉了。第3話到第7話期間暫定的使用了第3話跟第4話的本篇鏡頭插入，第8話之後變更為姬子一個人騎單車的畫面。LD版只收錄了替換版，DVD則收錄了兩人共乘的OP版。差異的理由不詳。

#### 片尾曲
「晃蕩使之做」（第1話 - 第31話）
作詞 ; 森浩美 / 作曲 - 馬飼野康二 / 編曲 - 船山基紀 / 歌 - SMAP
「第一次夏天」（第32話 - 第53話）
作詞 - 森浩美 / 作曲 - 馬飼野康二 / 編曲 - 長岡正貴 / 歌 - SMAP
「妳是妳」（第54話 - 第61話）
作詞 - 小倉惠 / 作曲 - 谷本新 / 編曲 - 重實徹 / 歌 - SMAP

#### 印象歌
※ 正編未使用，原聲帶·CD電影收錄
「超越玻璃的WORRIER」
作詞 - 里乃塚玲央 / 作曲 - 池毅 / 編曲 - 加藤道明 / 歌 - 伊倉一壽（波可太）
「你眼睛的故事」
作詞 - 亜伊林 / 作曲 - 岩崎元是 / 編曲 - 西脇辰彌 / 歌 - 大谷育江（野野原姬子）
「登上流星」
作詞 - 小峰公子 / 作曲·編曲 - 菅野洋子 / 歌 - 大谷育江（艾莉加）
「Today Tomorrow〜天空的音樂〜」
作詞 - 亜伊林 / 作曲·編曲 - 保刈久明 / 歌 - 大輝悠（小林大地）
「如果5年過去了…」
作詞 - 白峰美津子 / 作曲·編曲 - 米光亮 / 歌 - 大谷育江（野野原姬子）
「戀愛也變得精神」
作詞 - 橫山武 / 作曲·編曲 - 米光亮 / 歌 - 水原琳、大谷育江（日比野光、野野原姬子）

### 各集標題
| 1. 2. 3. 4. 5. 6. 7. 8. 9. 10. 11. 12. 13. 14. 15. 16. 17. 18. 19. 20. 21. 22. 23. 24. 25. 26. 27. 28. 29. 30. 31. | 32. 33. 34. 35. 36. 37. 38. 39. 40. 41. 42. 43. 44. 45. 46. 47. 48. 49. 50. 51. 52. 53. 54. 55. 56. 57. 58. 59. 60. 61. |

※ 最高視聴率 - 14.6%

### 動畫播放國家或地區
日本、台灣、意大利、西班牙、土耳其、香港、泰國

## 百變小姬子 彩色
月刊《Ribon》由2009年10月號開始至2010年12月號連載《百變小姬子 彩色》。原作是水澤惠，漫画作者为込由野志穗。2010年12月發售的「冬季大增刊號 Ribon特別」連載番外篇。

### 与原作相异的地方
- 原作中缎带是系在脑袋后的，本作中则是系在前方。
- 姬子的家人由原先的姐姐和妹妹变成哥哥和弟弟。
- 增加了姬子的男性化特点，姬子所属的社团由演剧部变为柔道部。
- 动物角色将波可太替换为艾莉加在观察姬子的时候变身成的猫。
- 艾莉加的扫帚“查比”变成了鸟。

### 登場角色
野野原姬子

艾莉加
魔法之國公主。
小林大地

日比野光

森愛美

上倉一子

高田哲

小林風美
大地的妹妹。往來著保育園。
野野原武斗
姬子的弟弟。小學5年生。
姬花
人氣模特兒，姬子最初使用魔法蝴蝶結變身的對象。
雷
魔法之國國民。艾莉嘉的執事。
查比
魔法之國國民。會說話的小鳥。
山巔魔女
瞄準魔法之國王位的魔女。
依壽·亞雷
魔法之國國民。其實是山巔魔女的手下，為了使艾莉嘉的修行失敗，瞄住魔法絲帶。在人界以「有坂依壽」的身份接近姬子。
森恩·亞雷
魔法之國國民。在國家警官隊王室有關人員。恐怕一般認為是不是依壽的哥哥。
聖結華

## 书籍情报
※以下ISBN均指日文版。

### 漫画
- 水泽惠 「百變小姬子」 集英社（單行本）、全10册
  1. 1991年4月刊行、ISBN 4-08-853561-8
  2. 1991年9月18日刊行、ISBN 4-08-853580-4
  3. 1991年12月14日刊行、ISBN 4-08-853590-1
  4. 1992年4月20日刊行、ISBN 4-08-853606-1
  5. 1992年8月15日刊行、ISBN 4-08-853623-1
  6. 1993年1月19日刊行、ISBN 4-08-853645-2
  7. 1993年7月20日刊行、ISBN 4-08-853674-6
  8. 1994年2月20日刊行、ISBN 4-08-853714-9
  9. 1994年6月20日刊行、ISBN 4-08-853737-8
  10. 1994年12月12日刊行、ISBN 4-08-853770-X
- 水澤惠 「百變小姬子」集英社（文庫本） 集英社〈集英社文庫（漫畫版）〉、全6册
  1. 2003年1月22日発行（2003年1月17日発売[1]）、ISBN 4-08-618004-9
  2. 2003年1月22日発行（2003年1月17日發售[2]）、ISBN 4-08-618005-7
  3. 2003年3月23日発行（2003年3月18日発売[3]）、ISBN 4-08-618006-5
  4. 2003年3月23日発行（2003年3月18日發售[4]）、ISBN 4-08-618007-3
  5. 2003年5月21日発行（2003年5月16日発売[5]）、ISBN 4-08-618008-1
  6. 2003年5月21日発行（2003年5月16日發售[6]）、ISBN 4-08-618009-X
- 込由野志穗（作者）·水澤惠（原作）「百變小姬子 彩色」 集英社、3巻（2010年10月20日現在）
  1. 2010年2月20日発行（2010年2月15日発売[7]）、ISBN 978-4-08-867037-9
  2. 2010年6月20日発行（2010年6月15日発売[8]）、ISBN 978-4-08-867059-1
  3. 2010年10月20日発行（2010年10月15日発売[9]）、ISBN 978-4-08-867079-9

### 小說
- 山田隆司、集英社〈Cobalt文库〉、全7册

1. 「Romantic Story 百變小姬子1」、1993年2月3日刊行[10]、ISBN 4-08-611727-4
2. 「Romantic Story 百變小姬子2」、1993年5月1日刊行[11]、ISBN 4-08-611750-9
3. 「Romantic Story 百變小姬子3」、1993年9月3日刊行[12]、ISBN 4-08-611780-0
4. 「Romantic Story 百變小姬子4」、1993年12月3日刊行[13]、ISBN 4-08-611804-1
5. 「Romantic Story 百變小姬子5」、1994年4月1日刊行[14]、ISBN 4-08-611841-6
6. 「Romantic Story 百變小姬子6」、1994年7月1日刊行[15]、ISBN 4-08-611873-4
7. 「Romantic Story 百變小姬子7」、1994年10月1日刊行、ISBN 4-08-614004-7

### CD
- 歡笑的活力（1992年11月11日、VIDL-10287）
- 百變小姬子 音樂篇（1993年1月21日、VICL-371）
- 第一次夏天（1993年6月6日、VIDL-10351）
- 百變小姬子 音樂篇 2（1993年7月21日、VICL-408）
- 妳是妳（1993年9月9日、VIDL-10380）
- 百變小姬子 （1993年10月21日、VICL-468）
- 百變小姬子 （1994年11月30日、VICL-599）

總經銷店是Victor Entertainment Inc.（「第一次夏天」為止舊名的Victor音樂產業）。

### VHS
- 百變小姬子 特別selection 1（1993年11月26日、VIVF-10111）
- 百變小姬子 特別selection 2（1993年12月17日、VIVF-10112）
- 百變小姬子 特別selection 3（1994年1月28日、VIVF-10113）

總經銷店是Victor Entertainment Inc.。發售同時也開始出租。
各卷4話收錄。收錄了的對原作忠實只是第1話、2話、5話、6話、9話 - 12、15 - 18話，其他長的話數不能看。

### LD
- 百變小姬子 LD-HALF BOX 1 RIBBON COLLECTION（1994年12月16日、VILF-54〜61）
- 百變小姬子 LD-HALF BOX 2 HEART COLLECTION（1995年1月21日、VILF-62〜69）

總經銷店是Victor Entertainment Inc.。
BOX1第1-32話、BOX2第33-61回話收錄。二人上情況的OP景色被更換為前述的事情，由於這個不能看。

### DVD
- 百變小姬子 DVD-BOX 1 （2005年6月29日、POBE-4221/4）
- 百變小姬子 DVD-BOX 2 （2005年9月28日、POBE-4225/8）
- 百變小姬子 DVD-BOX 3 （2005年12月21日、POBE-4229/31）
- 百變小姬子 1 （2008年5月7日、POBD-60157）
- 百變小姬子 2 （2008年5月7日、POBD-60158）
- 百變小姬子 3 （2008年5月7日、POBD-60159）
- 百變小姬子 4 （2008年6月4日、POBD-60160）
- 百變小姬子 5 （2008年6月4日、POBD-60161）
- 百變小姬子 6 （2008年6月4日、POBD-60162）
- 百變小姬子 7 （2008年7月2日、POBD-60163）
- 百變小姬子 8 （2008年7月2日、POBD-60164）
- 百變小姬子 9 （2008年7月2日、POBD-60165）
- 百變小姬子 10 （2008年8月6日、POBD-60166）
- 百變小姬子 11 （2008年8月6日、POBD-60167）

總經銷店是SUPER VISION Inc.。銷售原DVD-BOX環球音樂，單卷DVD多多爾映像銷售。單卷DVD發售的同時也開始被出租，從播放結束約15年過去終於被變得簡單看。
基本年4卷各卷6話收錄，8 - 11卷收錄5話。被作為最終卷的11卷作為優惠映像Non反射式字幕的OP和ED收錄。但第3期ED的映像因為過去的映像收集而沒有收錄。

## 備註
1. ↑  . 集英社BOOK NAVI. 集英社. 不明  [2010年8月24日]. （原始内容存档于2004年9月1日） （日语）. 外部链接存在于|work= (帮助)
2. ↑  . 集英社BOOK NAVI. 集英社. 不明  [2010年8月24日]. （原始内容存档于2004年9月1日） （日语）. 外部链接存在于|work= (帮助)
3. ↑  . 集英社BOOK NAVI. 集英社. 不明  [2010年8月24日]. （原始内容存档于2004年9月1日） （日语）. 外部链接存在于|work= (帮助)
4. ↑  . 集英社BOOK NAVI. 集英社. 不明  [2010年8月24日]. （原始内容存档于2005年3月25日） （日语）. 外部链接存在于|work= (帮助)
5. ↑  . 集英社BOOK NAVI. 集英社. 不明  [2010年8月24日]. （原始内容存档于2004年9月1日） （日语）. 外部链接存在于|work= (帮助)
6. ↑  . 集英社BOOK NAVI. 集英社. 不明  [2010年8月24日]. （原始内容存档于2004年9月1日） （日语）. 外部链接存在于|work= (帮助)
7. ↑  . 集英社BOOK NAVI. 集英社. 不明  [2010年8月24日]. （原始内容存档于2010年4月24日） （日语）. 外部链接存在于|work= (帮助)
8. ↑  . 集英社BOOK NAVI. 集英社. 不明  [2010年8月24日]. （原始内容存档于2010年6月19日） （日语）. 外部链接存在于|work= (帮助)
9. ↑  . 集英社BOOK NAVI. 集英社. 不明  [2010年11月4日]. （原始内容存档于2020年10月3日） （日语）. 外部链接存在于|work= (帮助)
10. ↑  . 集英社BOOK NAVI. 集英社. 不明  [2013年7月19日]. （原始内容存档于2010年12月6日） （日语）. 外部链接存在于|work= (帮助)
11. ↑  . 集英社BOOK NAVI. 集英社. 不明  [2013年7月19日]. （原始内容存档于2010年12月6日） （日语）. 外部链接存在于|work= (帮助)
12. ↑  . 集英社BOOK NAVI. 集英社. 不明  [2013年7月19日]. （原始内容存档于2010年12月6日） （日语）. 外部链接存在于|work= (帮助)
13. ↑  . 集英社BOOK NAVI. 集英社. 不明  [2013年7月19日]. （原始内容存档于2010年12月6日） （日语）. 外部链接存在于|work= (帮助)
14. ↑  . 集英社BOOK NAVI. 集英社. 不明  [2013年7月19日]. （原始内容存档于2010年12月6日） （日语）. 外部链接存在于|work= (帮助)
15. ↑  . 集英社BOOK NAVI. 集英社. 不明  [2013年7月19日]. （原始内容存档于2010年12月6日） （日语）. 外部链接存在于|work= (帮助)

## 外部連結
- 百變小姬子變更點調查報告書 （页面存档备份，存于） - 關於Ribon連載版和單行本版的差異歸結的網站。（日語）